# Nee Barros Fernández
Nee Barros Fernández (Orense, 19 de diciembre de 2002) es una persona que se dedica al activismo por los derechos trans y también a la divulgación cultural y la literatura.

## Trayectoria
Nee Barros nació en Orense, pero creció en la localidad de Marín (Pontevedra) y estudió bachillerato en el IES Frei Martín Sarmiento de Pontevedra de 2018 a 2020. Al margen de su producción literaria, desarrolla una labor de difusión literaria en la red, especialmente a través de su canal de YouTube Neeumatiko. En su canal mezcla recomendaciones literarias, análisis de obras y activismo LGBTIQA+, y obtuvo el premio Calidad Lingüística del concurso Youtubeir@s en 2021. También canta y toca el bajo en el grupo de música pop rock Froalla.
En su faceta literaria, recibió reconocimiento desde muy temprana edad en certámenes como Lingua de Namorar (2018 y 2020), Prensa-Escuela (2018) o el concurso de cuento Concello de Curtis (2019), entre otros. En 2022 recibió el Premio María Victoria Moreno de Literatura Juvenil, gracias al cual se publicó su obra Nom estamos quebrades.

## Vida privada
Nee Barros se define como una persona no binaria y utiliza el pronombre neutro elu y palabras flexionadas con el morfema -e para referirse a sí mismo, aunque no le importa ser tratado en masculino.

## Obras
- A metamorfose forzada ou xuízo nun acto (2019). Erregueté. Cadernos Pygmalión nº 2.[8]
- 19 poemas para um VÍRUS-19 (2020). Arte Calavera. Autopublicado.[9]
- Identidade. A normalidade do non-común (2021). Galaxia. ISBN 978-84-9151-725-2.[10]
- Nom estamos quebrades (Cuarto de Inverno, 2023).

### Obras colectivas
- Tes cinco minutos #1 (2021). Galaxia. ISBN 978-84-9151-607-1.[11]
- 21 poetas do século XXI (2021). Aira. ISBN 978-84-123849-9-4.[12]
- Alguén nos lembrará. Antoloxía de relatos LGBTIQA+ (Coord.) (2023). Xerais. ISBN 978-84-1110-358-9.

## Premios
- IV Edición del concurso de microrrelatos Prensa-Escuela (2018)[13]
- Lenguaje de citas, categoría A (2018)[14]
- I Premio CUAC Radio Ficción FM (2018)[15]
- II Concurso contra la violencia de género de la Subdelegación del Gobierno de Pontevedra (2019)[16]
- XXIX concurso de cuento Villa de Pontedeume (2019)[17]
- XIV Premio Curtis de Cuento, Categoría A (2019)[18]
- Lenguaje de citas, categoría A (2019)[19]
- XVIII Certamen de Poesía en Ben Veñas Mayo (2019)[20]
- XV Premio de Relato Corto del Curtis Council, Categoría A (2019)[21]
- Lenguaje de citas, categoría A (2020)[22]
- III Concurso de microrrelatos de la Real Academia Gallega y PuntoGal, Categoría Juvenil (2020)[23]
- XVIII Certamen de Poesía en Ben Veñas Mayo (2020)[24]
- V Premio María Victoria Moreno de Literatura Juvenil (2022)[5]